# Raión de Kalinin
El raión de Kalinin (ruso: Кали́нинский райо́н) es un distrito administrativo y municipal (raión) ruso perteneciente a la óblast de Tver. Se ubica en el sureste de la óblast. Su centro administrativo es la capital regional Tver, conocida como "Kalinin" entre 1931 y 1990. Tver está enclavada en el centro del raión pero no pertenece administrativamente al mismo, ya que está constituida como un ókrug urbano aparte.
En 2021, el raión tenía una población de 55 783 habitantes.
El raión es limítrofe al sur con la vecina óblast de Moscú.

## Subdivisiones
Comprende 569 núcleos de población distribuidos en 18 gobiernos locales, que son los asentamientos de tipo urbano de Vasílyevski Moj, Orsha y Sujovérkovo y los siguientes quince asentamientos rurales:
- Avakúmovo
- Buráshevo
- Kvákshino
- Zavolzhski
- Kablukovo
- Krásnaya Gorá
- Kulitskaya
- Médnoye
- Mijáilovskoye
- Nikúlino
- Slávnoye
- Turguínovo
- Chernogúbovo
- Shcherbínino
- Emmaús